# 日本驻上海总领事馆
日本国驻上海总领事馆（日语：／ Zai Shanhai Nipponkoku Sōryōjikan */?），前身为“大日本帝国驻上海领事馆”与“大日本帝国驻上海总领事馆”，简称“日本驻沪总领馆”。是日本在上海设立的处理侨民及领事事务的官方外交机构。1872年在上海公共租界开馆。1876年升格为总领事馆。1945年8月因第二次世界大战日本战败而封馆。1975年9月2日，重新开馆至今。目前，馆址位于上海市万山路8号，并於延安西路2299号设有领事部门。
该馆负责上海市、江苏省、浙江省、安徽省和江西省的领事业务。

## 历史沿革

### 近代

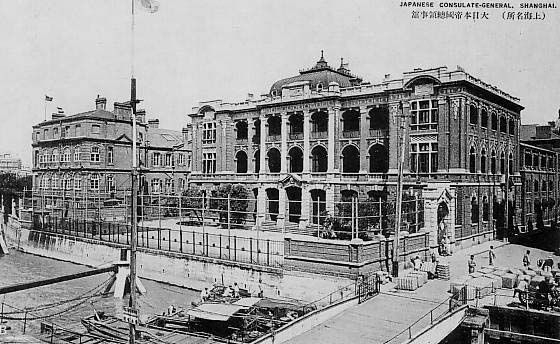
民国时期（昭和战前期）大日本帝国驻上海总领事馆馆址，左侧为俄罗斯驻上海总领事馆。现为黄浦饭店

近代中日外交建立初期，为进一步了解开埠后的上海以及从今后恢复通商事务的考虑，时任日本外务权大丞的柳原前光与时任苏松太道涂宗瀛达成协定，日方委派时任民部省通商权大佑的品川忠道於1870年10月赴上海。
1871年9月，清日两国政府签署《中日修好条规》和《中日通商章程》，其中《中日修好条约》规定了双方互派“秉权大臣”驻扎京师，并於“两国指定各口，彼此均可设理事官，约束己国商民”。
1872年1月29日，日本政府正式任命品川忠道为驻上海领事，并设立领事馆。1876年3月19日，正式委任品川忠道为总领事。

### 现代
1974年8月20日，日本驻华大使小川平四郎向中华人民共和国外交部提出，由于中日通航后在上海的日本人增多，为方便办理签证，希望中国方面同意日本在上海设领；如中国方面认为需要，根据互惠原则，也可考虑在日本大阪等地设领。中国外交部从中日两国关系发展前景考虑，同意日本在上海设领，并表示愿在大阪设领。经双方协商，以互换照会的方式加以确认。
1975年8月15日，中华人民共和国外交部部长乔冠华同小川平四郎就两国互设总领事馆问题互换照会，中国同意日本在上海市设立总领事馆，日本同意中国在大阪市设立总领事馆。换文中确认以下原则：两国政府各自根据本国有关法令和规定，对对方总领事馆的设立和领事业务的执行予以尽可能的协助；两国间领事关系问题，根据国际法和国际惯例，并根据对等原则以及协商精神处理。1975年8月下旬，日方派领事田熊利忠、加山泰抵沪筹备开馆事宜。租用和平饭店6楼为总领馆办公和馆员住宿处所。在总领事到任前，田熊利忠为代理总领事。
1975年9月2日，日本驻沪总领馆开馆，在内部举行挂牌、升旗等简单仪式。小川平四郎为日总领事馆开馆抵沪拜会上海市革命委员会领导人，上海市革委会副主任冯国柱会见。1975年11月7日，日本驻沪总领馆首任总领事西泽宪一郎到任。根据两国政府商定，日本驻沪总领馆领区为上海市。1985年5月1日起，日本驻沪总领馆领区扩大到浙江省、江苏省、安徽省。按双方对等、互惠原则，上海多次为日总领馆改善馆舍和住宅用房提供协助。1978年4月1日，日总领馆迁至淮海中路1517号（原盛宣怀住宅，现为日本国驻上海总领事官邸）。
1980年上海决定在虹桥开发区辟地提供外国驻沪领馆借地建馆后，日总领馆于1985年3月30日、11月15日与上海市闵行虹桥开发公司签订借用开发区第9号地基计5236平方米的借地合同。

### 馆员自杀事件
2004年，日本驻上海总领事馆发生了館員自殺事件。根据《周刊文春》的报道，日本驻上海总领事馆一名负责收发总领事馆－日本外务省间机要文件通信的外交官自杀身亡。这名外交官在留给总领事的一封遗书中说，中国情报人员即上海市国家安全局人员以他和卡拉OK酒吧的女郎之间有不正常的关系为由，要挟他提供日本外交机密，但他不愿出卖国家机密，只能走自杀的道路。《读卖新闻》也称，中国男子要求该外交官提供的情报主要有：在上海总领事馆工作的日本外交官的人数和姓名、从上海向日本运送外交机密文件的航班班次等情况，以及总领事馆与日本国内联系的密码等。该报还说，这名男子“很可能”是中国情报部门的人员。
而2005年10月27日下午在中国外交部举行的例行记者招待会上，日本记者针对此事提问，外交部发言人秦刚反驳说，这个问题早有了定论，日本媒体的说法“没有根据”。“稍稍有一点常识的人都明白，在上海总领事馆工作的日本外交官人数和姓名是机密吗？就算这是机密，要知道总领事馆有多少人及其姓名还需要费这么大的劲儿去做吗？至于想知道运送机密文件的信使乘坐哪家航空公司的航班，尽管外交信使享有外交特权、不接受任何检查，只要问问中国海关人员不就全明白了吗？”；日本外务省在2005年12月31日也发表了关于此事件的声明，中方的行为严重违反了《维也纳外交关系公约》，日方对此深表遗憾，但顾及遗族亲属的心情，日方无法对公众透露更多信息。日方在要求中方查明事件真相的同时，也对中方表示了严正抗议，对中方“关于此事件和中国政府毫无关系”的声明表示不予接受。 

### 现状
日本驻上海总领事馆新闻文化处（広報文化センター）于2014年5月重新对外开放，可凭借身份证或护照等身份证件免费入内参观、阅览书籍。而馆内多功能厅也会不定期举办各色说明会、讲座等活动。
截至2016年10月，日本驻上海总领事馆领区内的长期居留的日本公民的人数为58161人，居全球日本驻外使领馆的第五位、中国第一位。而领区内的日系企业（据点）数则为22197个，居全球日本驻外使领馆的第一位，為第二位的日本驻华大使馆數量10倍。 

而随着日本签证政策放宽等原因，赴日旅行的中国游客激增。其中，日本驻上海总领事馆是全世界发放赴日签证最多的日本驻外使领馆。甚至在2015年曾发生过签证用纸不够用的情况。